# San Martín Texmelucan de Labastida
San Martín Texmelucan de Labastida (kurz San Martín Texmelucan; Nahuatl Tetzmollohcān, bedeutet „Platz voller Eichen“) ist eine Stadt im mexikanischen Bundesstaat Puebla. Sie gehört zum mexikanischen Hochland und liegt auf einer Höhe von 2250 Metern. Sie bildet die Hauptstadt des Municipios San Martín Texmelucan.

## Lage
Die Stadt liegt im Zentrum des Municipios San Martín Texmelucan und unmittelbar der Grenze zu Tlaxcala. Angrenzende Städte sind San Rafael Tlanalapan und Santa María Moyotzingo, die beide im selben Municipio liegen.
Die Stadt Heroica Puebla de Zaragoza liegt 32 km entfernt, Mexiko-Stadt liegt 95 km entfernt und Tlaxcala de Xicohténcatl liegt 23 km entfernt.

## Geschichte
In vorspanischer Zeit siedelten auf dem Stadtgebiet Nachfahren der Huejotzingas, Tlaxcalteken und Cholultecas.
Schon lange gibt es um die Stadt bedeutende Anbauflächen für Poblano.
Am 19. Dezember 2010 ereignete sich eine Katastrophe, als eine Pipeline der Ölfirma Pemex Feuer fing und eine Explosion verursachte. Es gab 30 Tote und 12 Verletzte.

## Bevölkerung
In San Martín Texmelucan lebten 2010 75.518 Menschen. Die Bevölkerungsmehrheit ist römisch-katholischen Glaubens. Die Stadt liegt in der römisch-katholischen Erzdiözese Puebla de los Ángeles.

## Politik
Den Stadtvorsitz hat seit Juli 2013 José Rafael Núñez Ramírez inne.

## Wirtschaft
In San Martín Texmelucan und im Umland sind vor allem die Textilindustrie, die Landwirtschaft und die Viehzucht bedeutend.